# Lipski
Lipski là một huyện thuộc tỉnh Mazowieckie của Ba Lan. Huyện có diện tích 740 km². Đến ngày 1 tháng 1 năm 2011, dân số của huyện là 35784 người và mật độ 48 người/km².